# Montigny-lès-Cherlieu
 Montigny-lès-Cherlieu  es una población y comuna francesa, situada en la región de Franco Condado, departamento de Alto Saona, en el distrito de Vesoul y cantón de Vitrey-sur-Mance.

## Demografía
| 233 | 259 | 219 | 196 | 169 | 152 | 169 |
| Para los censos de 1962 a 1999 la población legal corresponde a la población sin duplicidades (Fuente: INSEE [Consultar]) |     |     |     |     |     |     |